# OXID eShop
OXID eShop ist ein Onlineshop-System, welches als kommerzielle Software zur Verfügung steht.

## Editionen

### Community Edition
Die Community Edition (CE) ist quelloffen und kann ab dem 15. August 2022 nur noch gegen eine Nutzungsgebühr kommerziell genutzt werden. Auf Anfrage gewährt der Hersteller hierfür Ausnahmen. Bis dahin war die Nutzung (auch kommerziell) unter der GPL 3-Lizenz uneingeschränkt und lizenzgebührenfrei möglich. 

### Professional Edition
Ab der Professional Edition (PE) hat der Shopbetreiber einen WYSIWYG-Editor im Backend zur Verfügung.
Ab den Versionen 4.10.3/5.3.0 wird hier das Produkt „Visual CMS“ verwendet.

Die Lizenzbedingungen rund um diese Edition ermöglichen verschlüsselte Softwarequelltexte und damit können mit der PE-Version auch kostenpflichtige und nicht-quelloffene Module von Drittanbietern eingesetzt werden.

### Enterprise Edition
Die Enterprise Edition (EE) ist mandantenfähig, mit ihr können mehrere Subshops für einzelne Segmente erstellt werden. Weiterhin werden auch verschiedene Rechte und Rollen für die Benutzer unterstützt. Für diese Edition stehen auch spezielle Erweiterungen zur Verfügung, die den OXID eShop im B2B-Bereich ergänzen (B2B-Edition). Weiterhin sind Optionen für besondere Anforderungen direkt vom Maintainer erhältlich (zum Beispiel Hochlastoption).

## Erweiterungen
Der Onlineshop ist modular erweiterbar. Hierzu hat der Maintainer mit dem „Solution Hub“ einen Katalog für Plug-ins eingerichtet.
Es finden sich aber auch jenseits der offiziellen Liste Module z. B. bei GitHub oder Packagist.

## Technik
Der OXID eShop wird objektorientiert in der Programmiersprache PHP entwickelt. Als Datenbank wird eine relationale Datenbank (MySQL oder MariaDB) benötigt.
Zur Versionsverwaltung wird ein Git-Repository verwendet, welches auch auf GitHub zur Verfügung steht.
Das Zusammenstellen der erforderlichen Softwarepakete und das Auflösen von Abhängigkeiten erfolgt über Composer.
Seit der Ablösung des Standardtemplates „Azure“ durch „Flow“, „Wave“ und „Apex“ wird für das Layout des Frontends der Ansatz von Responsive Webdesign verfolgt.
Als Template-Engine wird aktuell Twig verwendet. Smarty steht für ältere Themes weiterhin zur Verfügung.